# Andorra Telecom
Az Andorra Telecom az Andorrai Hercegség egyetlen vezetékes telefon-, mobiltelefon-, előfizetéses televízió- és internetszolgáltatója, monopóliumot alkot a hercegségben a távközlés területén. Állami vállalat, az andorrai kormány tulajdona.
2018 októberében 38 464 vezetékes és 81 697 mobiltelefon-vonalat, valamint 34 624 internetkapcsolatot kezelt, valamennyit optikai kábelen keresztül.

## Fordítás
- Ez a szócikk részben vagy egészben  az   Andorra Telecom című angol Wikipédia-szócikk ezen változatának fordításán alapul.  Az eredeti cikk szerkesztőit annak laptörténete sorolja fel. Ez a jelzés csupán a megfogalmazás eredetét és a szerzői jogokat jelzi, nem szolgál a cikkben szereplő információk forrásmegjelöléseként.